# Anomalochrysa hepatica
Anomalochrysa hepatica is een insect uit de familie van de gaasvliegen (Chrysopidae), die tot de orde netvleugeligen (Neuroptera) behoort. 
Anomalochrysa hepatica is voor het eerst wetenschappelijk beschreven door McLachlan in 1883.